# Cratichneumon fugitivus
Cratichneumon fugitivus là một loài tò vò trong họ Ichneumonidae.